# Distrito Escolar Independiente de New Caney

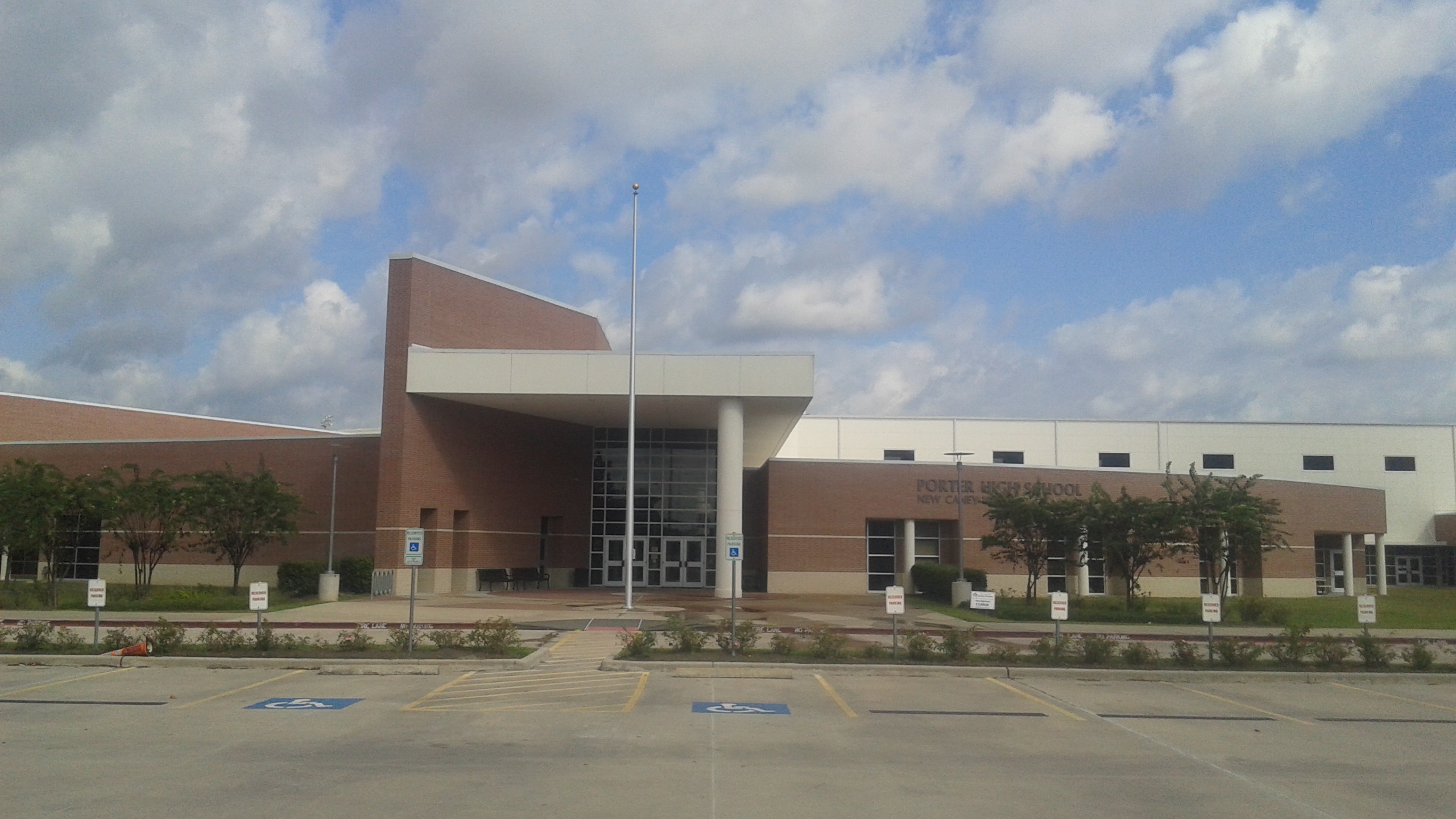
Porter High School

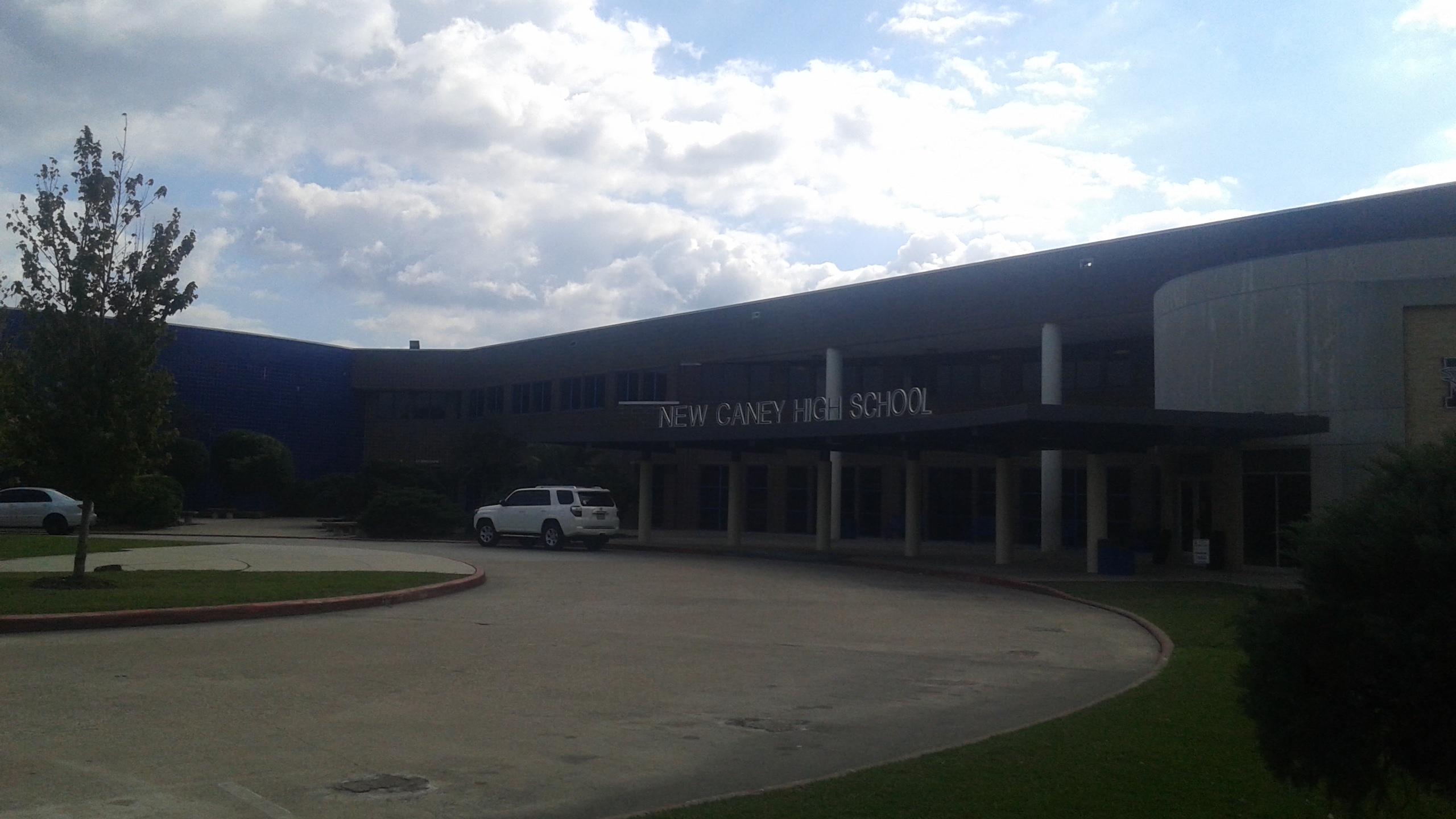
New Caney High School

El Distrito Escolar Independiente de New Caney (New Caney Independent School District, NCISD) es un distrito escolar del Condado de Montgomery. Tiene su sede en New Caney, en un área no incorporada. Sirve a New Caney, Woodbranch, Roman Forest, una parte de Porter Heights, y una parte de Houston.